# Ward Moore
Joseph Ward Moore (n. 10 august 1903, Madison, New Jersey, SUA – d. 28 ianuarie 1978, Pacific Grove⁠(d), California, SUA) a fost un scriitor american de literatură științifico-fantastică. Conform The Encyclopedia of Science Fiction, "a contribuit mai rar în acest domeniu, dar fiecare din cărțile sale au devenit cumva clasice."

## Carieră
Moore a început să publice cu romanul  Breathe the Air Again (1942), despre ce a dus la Marea criză economică. Povestea prezintă mai multe puncte de vedere, cu Ward Moore însuși apărând ca personaj în roman. 
Cea mai faimoasă lucrare a sa este romanul de istorie alternativă Bring the Jubilee (1953). Acest roman, narat de protagonistul Hodge Backmaker, spune povestea unei lumi în care sudiștii câștigă Războiul Civil American, lăsând nordul unionist în ruine.
Alte romane ale lui Moore  sunt Cloud By Day, în care un mare incendiu amenință un oraș din Topanga Canyon; 
Greener Than You Think, un roman despre pirul gros care crește fără a mai putea fi oprit, amenințând umanitatea; 
Joyleg (cu Avram Davidson) istorie alternativă în care Statul lui Franklin (Free Republic of Franklin) supraviețuiește și nu a dispărut în 1788 și
Caduceus Wild (cu Robert Bradford) despre o națiune condusă de medici. 
Moore este cunoscut și pentru două povestiri postapocaliptice:  "Lot" (1953) și "Lot's Daughter" (1954) cu trimiteri către Biblie. Filmul Panic in Year Zero! (1962) s-a bazat (fără a menționa acest lucru) pe cele două povestiri. Povestea lui scurtă "Adjustment" a fost tipărită de mai multe ori, aceasta prezintă un om obișnuit care face ca mediul să se adapteze lui și să-i îndeplinească dorințele.

## Lucrări scrise

### Romane
- Greener Than You Think, 1947
- Bring the Jubilee, 1955
- Caduceus Wild, 1978

### Povestiri
- Flying Dutchman, 1951
- Measure of a Man, 1953
- Lot, 1953
- Lot's Daughter, 1954
- Old Story, 1955
- Dominions Beyond, 1955
- The Mysterious Milkman of Bishop Street, 1955
- No Man Pursueth, 1956
- Adjustement, 1957
- The Fellow who married the Maxill Girl, 1959
- Rebel, 1962
- Frank Merriwell in the White House, 1973

## Legături externe
- Biography Arhivat în 16 martie 2004, la Wayback Machine. at SciFi.com
- Lucrări de Ward Moore la Proiectul Gutenberg
- Opere de sau despre Ward Moore la Internet Archive
- Lucrări de Ward Moore la LibriVox (cărți audio aflate în domeniul public)
- Ward Moore la Internet Speculative Fiction Database
- Ward Moore la Library of Congress Authorities, cu 6 înregistrări de catalog (under "Moore, Ward, 1903–", previous page of browse report)

## Vezi și
- Listă de autori de literatură științifico-fantastică